# Волосатово
Волоса́тово — деревня в Грязовецком районе Вологодской области России.
Входит в состав Перцевского муниципального образования, с точки зрения административно-территориального деления — в Перцевский сельсовет.
Расстояние по автодороге до районного центра Грязовца — 19 км, до центра муниципального образования Слободы — 29 км. Ближайшие населённые пункты — Дядинское, Большие Дворища, Гавраково.
По данным переписи в 2002 году постоянного населения не было.
История угасшей деревни достаточно интересная. В XX веке Волосатово насчитывало более сотни домов. В деревне было развито сельское хозяйство: конюшня, скотный двор, сушилка. Так же здесь ранее была школа, деревенский клуб и кузница. 